# تشيلسي موسم 1999–2000
كان موسم 1999–2000 هو الموسم التنافسي السادس والثمانين لنادي تشيلسي لكرة القدم، والموسم الثامن على التوالي في الدوري الإنجليزي الممتاز والعام الرابع والتسعين له كنادي.